# Ліницька Любов Павлівна
Любо́в Па́влівна Ліни́цька (у шлюбі Загорська; *15 грудня (27 грудня) 1866, слобода Преображенська, нині село Преображенне Сватівського району Луганської області — †5 лютого 1924, Київ) — українська акторка.

## Життєпис
Народилася 27 грудня 1866 в слободі Преображенській на Куп'янщині, тут же пройшло і її дитинство. Батько, сільський священик Павло Іванович Ліницький, ще в семінарії перейнявшись передовими на той час ідеями, в середині 70-х рр. ХІХ століття порвав з релігією і відрікся від сану. Через це йому довелося переїхати в Харків, а потім працювати вчителем в сільській школі. Після розстриження сім'я жила досить бідно. Їм допомагав дядько протоієрей Покровський, що служив в Таганрозькій гімназії, де навчався і Антон Павлович Чехов. Любов деякий час жила у Покровського, але вчилася в Харківській гімназії (яку і закінчила в 1884 році). Дядько возив дівчинку на батьківщину, вона побувала в будинку, де народилася, жила в Куп'янську і ось там-то вперше і побачила трупу М.Л. Кропивницького, яка була в містечку проїздом. Відвідуючи рідних в Таганрозі, Чернігові, Ростові, Люба бачила гру Садовського, Заньковецької — в той час вже прославлених артистів українського театру — і багатьох інших видатних акторів того часу.
Якийсь час Любов Ліницька працювала вчителькою на Донеччині, але захоплення театром не закинула. У 1886 році вона наважилася, нарешті, спробувати сили на сцені. Дівчина бере участь в аматорських театральних гуртках, але мріє про кар'єру професійної акторки. Їде до М.Л. Кропивницького, трупа якого виступала в Єлисаветграді. Після вистави вона підійшла до метра і попросила прийняти її в трупу. Хоча Кропивницький до трупи її не взяв, але адресу записав і звелів чекати.
У Харкові на гастролях була російська трупа Муравйова-Михайлова. В одній з аматорських вистав він помітив здібну дівчину і запросив до себе в трупу, але Любов пропрацювала у нього недовго: не влаштовував репертуар. Через рік Ліницьку запросив до себе антрепренер Шаповал, який ставив і російські, і українські п'єси. Тоді ж вона зустріла актора Івана Оникійовича Загорського, з яким потім одружилась. Їхній син В'ячеслав теж став актором.
З 1887 року Любов Ліницька почала грати з чоловіком в різних театральних колективах. Талант її розвивався швидко, і незабаром вона вже грала перші ролі. Популярність молодої акторки росла, її помітили корифеї українського театру. Кропивницький залишив трупу Михайлові Старицькому і почав комплектувати нову трупу. Тоді прославлений режисер і згадав про Ліницьку. Вона прибула на виклик, а вже в квітні 1889 року дебютувала в ролі Наталки Полтавки.
|                                                                      | З артисток я найчастіше бачив на сцені Л.П. Ліницьку, яка була чарівна в багатьох ролях. Якою простою і скромною була в її виконанні Наталка, якою мрійливою і поетичною вона виступала в ролі Олесі! |
| — Кропивницький Володимир, «З сімейної хроніки Марка Кропивницького» | |

Незабаром Линицька стала провідною акторкою театру прославленого режисера і драматурга.
Талант Ліницької найбільш повно розкрився в трупі П.К. Саксаганського, в якій вона працювала з незначними перервами в 1891-1909 роки. З особливим успіхом йшла комедія І. Карпенка-Карого «Суєта», яка відзначила в жовтні 1907 свою 150-ю постановку - явище небачене для дореволюційного театру, зі сцени якого п'єси зазвичай сходили після кількох вистав. Цей успіх обумовлювався не тільки тематичною новизною твору, а й високою майстерністю акторів, зокрема і Любові Ліницької. Далі була робота в театрі М.К. Садовського (1909-1915), в «Товаристві акторів за участю М. Заньковецької і П. Саксаганського під керівництвом І.О. Мар'яненка »(1915-1918), з 1918 по 1923 - в складі Державного Народного театру в Києві на чолі з П. Саксаганським, в 1923 поступила в театр-студію «Жовтень», в якій і пропрацювала до самої своєї смерті.
Була дарувальницею Державного музею театрального, музичного та кіномистецтва України при Мистецькому об'єднанні «Березіль» (Київ). У фонд передавалися костюми, реквізит, афіші, програмки, книги, газети, рукописи ролей, листи. Перша виставка Театрального музею відбулася 31 грудня 1923 р, незадовго до смерті акторки.
З кінця ХІХ століття у великих містах країни почалися перші сеанси кінематографа. У 1909-1910 роках на кіноплівку були зняті вистави українського театру, серед яких була і «Наймичка» І.К. Карпенко-Карого, у якій Ліницька виконувала роль Харитини.
Незважаючи на вік і підірване здоров'я, Ліницька активно виступала на сцені, брала участь у створенні одного з перших в історії УРСР державного театру в м. Коростишеві. Однією з перших отримала звання народної артистки СРСР.
Любов Ліницька раптово померла 5 лютого 1924 року в Києві, збираючись на репетицію в театр «Жовтень», де тоді працювала.

## Театральна біографія
Всього Ліницька зіграла близько 120 ролей у п'єсах класичного і сучасного їй репертуару. Серед них:
- Галя («Назар Стодоля» Тараса Шевченка).
- Маруся Богуславка («Маруся Богуславка» Михайла Старицького).
- Наталя («Лимерівна» Панаса Мирного).
- Вишеневська («Тепленьке місце» Олександра Островського).
- Наталя Павлівна («Брехня» Володимира Винниченка).
- Ліна Федорівна («Крила» Людмили Старицької-Черняхівської).
- Естерка («За синім морем» Я. Гордіна).
- Анна ("Украдене щастя" І. Франка, Київ, 1904 рік)
- В кіно: фільм «Наймичка», 1911, Харитина.

Біограф акторки В. С. Василько відзначав, наскільки різнобічним був талант цієї артистки, яка збагатила сценічну палітру національного театру, і називав Ліницьку акторкою «Єрмоловсько-Мочаловського типу», акторкою «бунтарем-трибуном». Вона створювала глибокі, психологічно достовірні образи драматичних героїнь (Маруся Богуславка, Наталка Полтавка, Варка в «Бесталанній», Галя в «Назарі Стодолі», Наталя в «Лимерівні») та яскраві комедійні характери (Проня в спектаклі «За двома зайцями»). Піднесеність, героїчний пафос, схильність до монументалізму і різких контрастів поєднувалися в грі артистки з психологічною глибиною, соціальним розкриттям образу. Виконала партію Катерини у однойменній опері М. Аркаса за твором Т. Шевченка). Мала високе мецо-сопрано гарного тембру та виразну манеру співу. Майстриня слова, вона досягла досконалості в мистецтві монологу.

## Цікаві бувальщини
Улітку 1913 року відома українська артистка Ліницька в п`єсі "Панна-штукарка" грала роль молодої курсистки Валі, що приїхала до старенького дідуся. Їй тут радили молодого панича-сусіда як добрячого жениха. Вона вирішила докладно вивчити його вдачу, для чого найнялася служницею в його родині. 
Дуже смішною була сцена в садку, куди ввечері до тину прийшов городовий і почав освідчуватися дівчині в коханні. Крім нього, на побачення із служницею Валею з`явився панич і пізніше навіть його батько... І всім вона дотепно дала одкоша. 
Син артистки Слава разом з приятелем сидів біля театру, дожидаючи поки після вистави звільниться мати. Вона прибігла збуджена і сміючись звернулася до хлопців:
- Ідіть, рятуйте! Тільки-но вийшла з театру, мене перестрів наш городовий - не той, що виступав на сцені, а справжнісінький. Мовляв, бачив вас на сцені і закохався по-справжньому. Я удівець, з достатком, ви пара мені підходяща. А основне, самі знаєте, "любва". Оця "любва" мене зовсім убила. Регочуся, а він гадає, що радію з його пропозиції, бере під руку. Я йому: "Та що ви, в мене двоє дорослих синів, я вже бабуся. Він вирячив очі. А я пішла до вас. Бачите, він ще й досі дивиться. Через вас, можна сказати, я загубила таку "любву".
|                 | У тодішньому репертуарі особливо часто траплялися монологи. Линицька любила цю форму і вміла діяти в монологах. Пафос актриси ніколи не був штучним, декламаційним, навмисним. Він органічно виникав з душевного стану її героїнь, їх думок і пристрастей. |
| — В.С. Василько | |

Творчій індивідуальності Любові Ліницької були близькі романтичні, волелюбні образи.
|                 | Линицька йшла однією дорогою з Заньковецькою. Це було дійсно суперництво двох талантів, двох актрис одного амплуа. І ніколи ніхто не сказав, що Линицька копіює Заньковецьку. |
| — В.С. Василько | |